# Cantores Minores
Archikatedralny Chór Męski Cantores Minores – chór męski przy bazylice archikatedralnej św. Jana Chrzciciela w Warszawie. W pierwszym okresie działał jako chór chłopięcy. Od 2016 r. dyrygentem chóru jest Franciszek Kubicki.

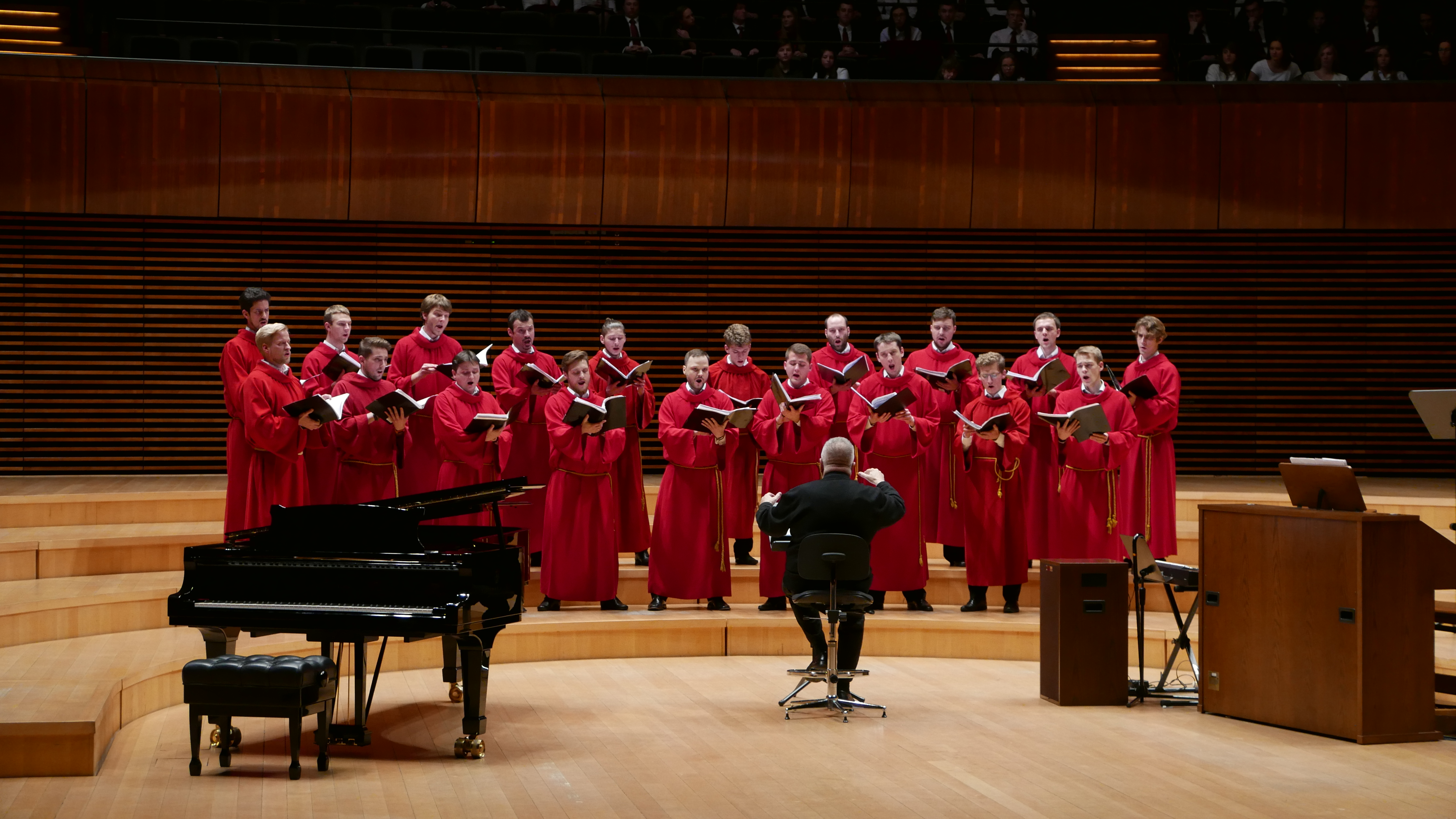
Zdjęcie Chóru Męskiego Cantores Minores

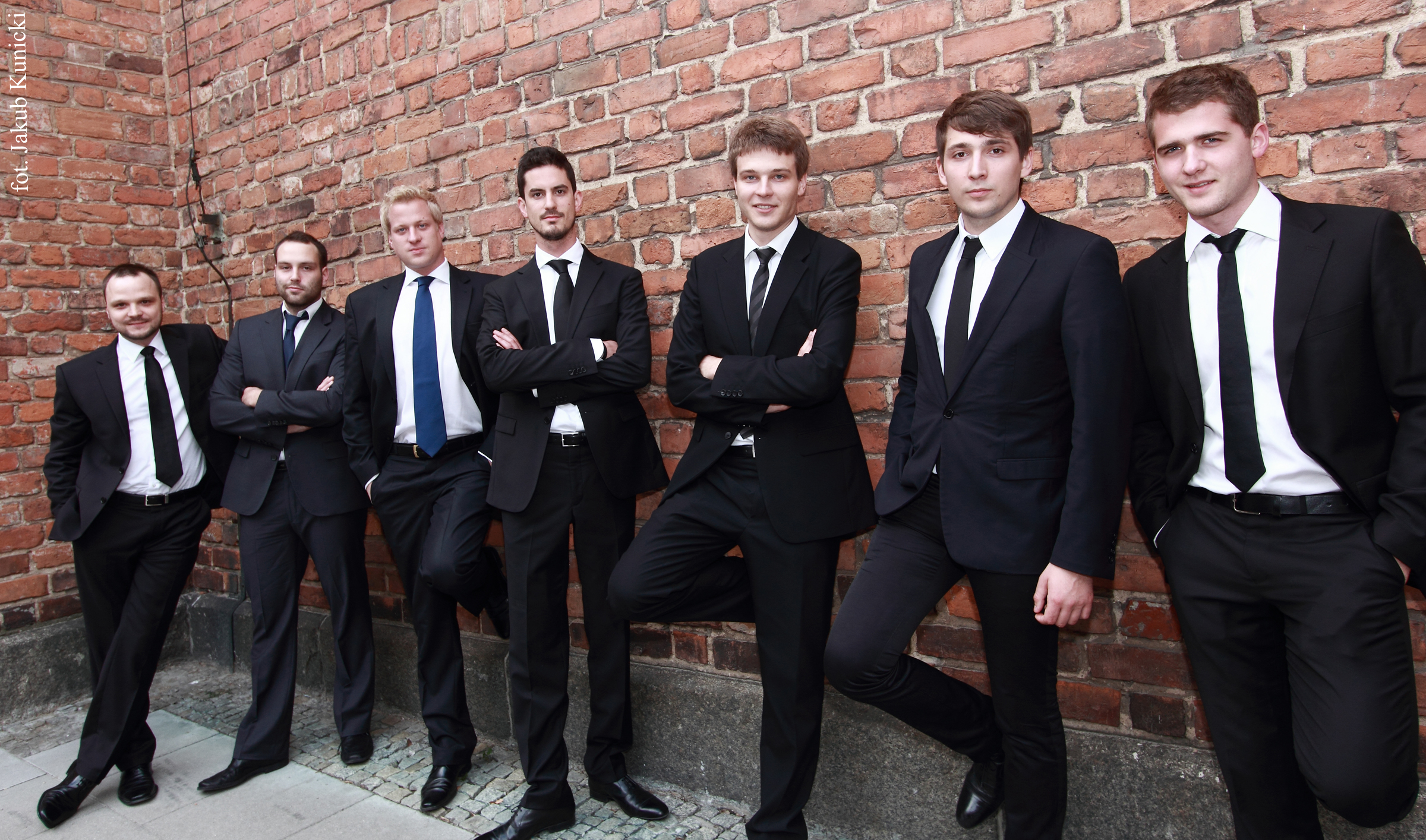
Cantores Minores (2016)

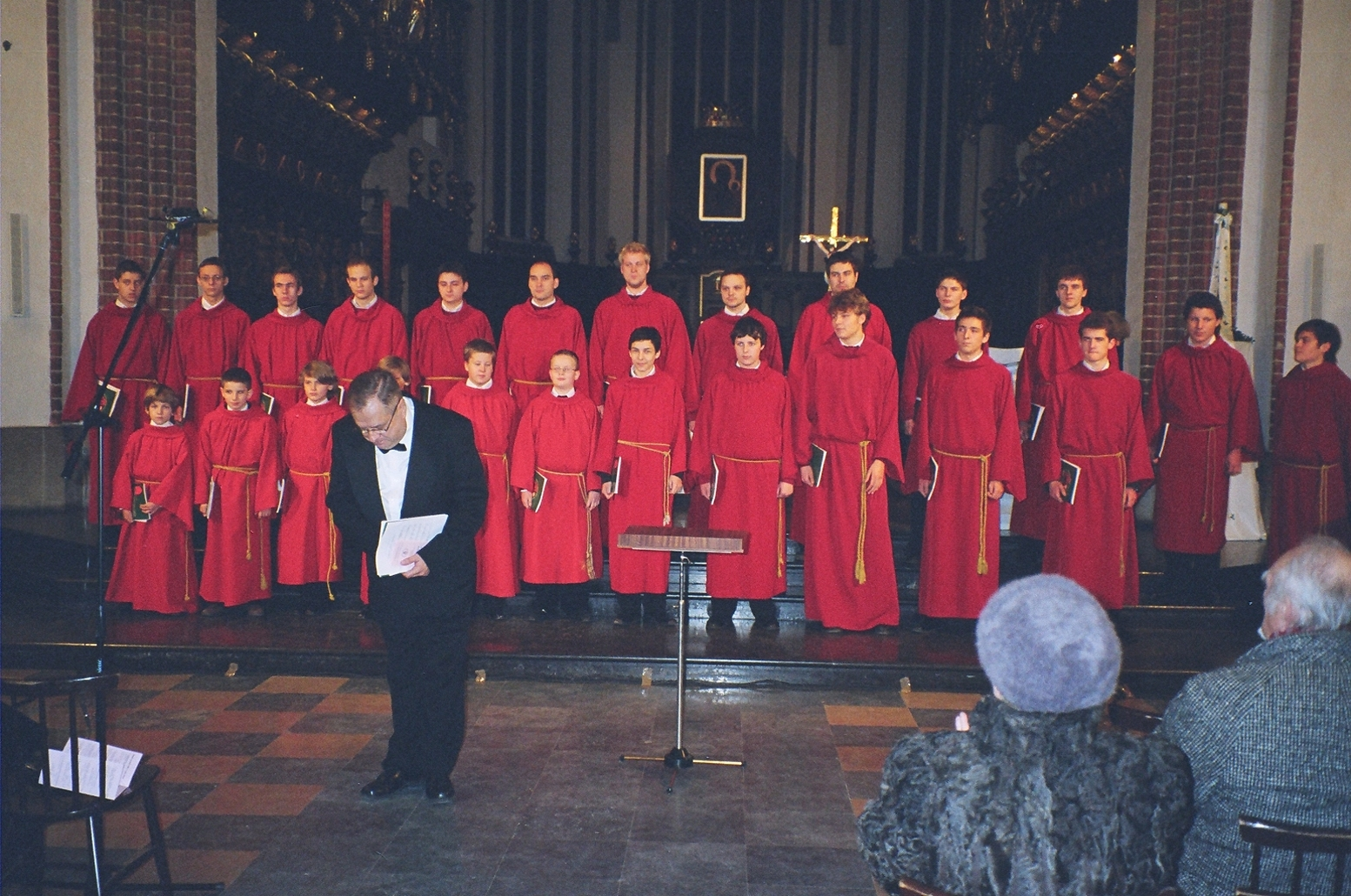
Cantores Minores (2007)

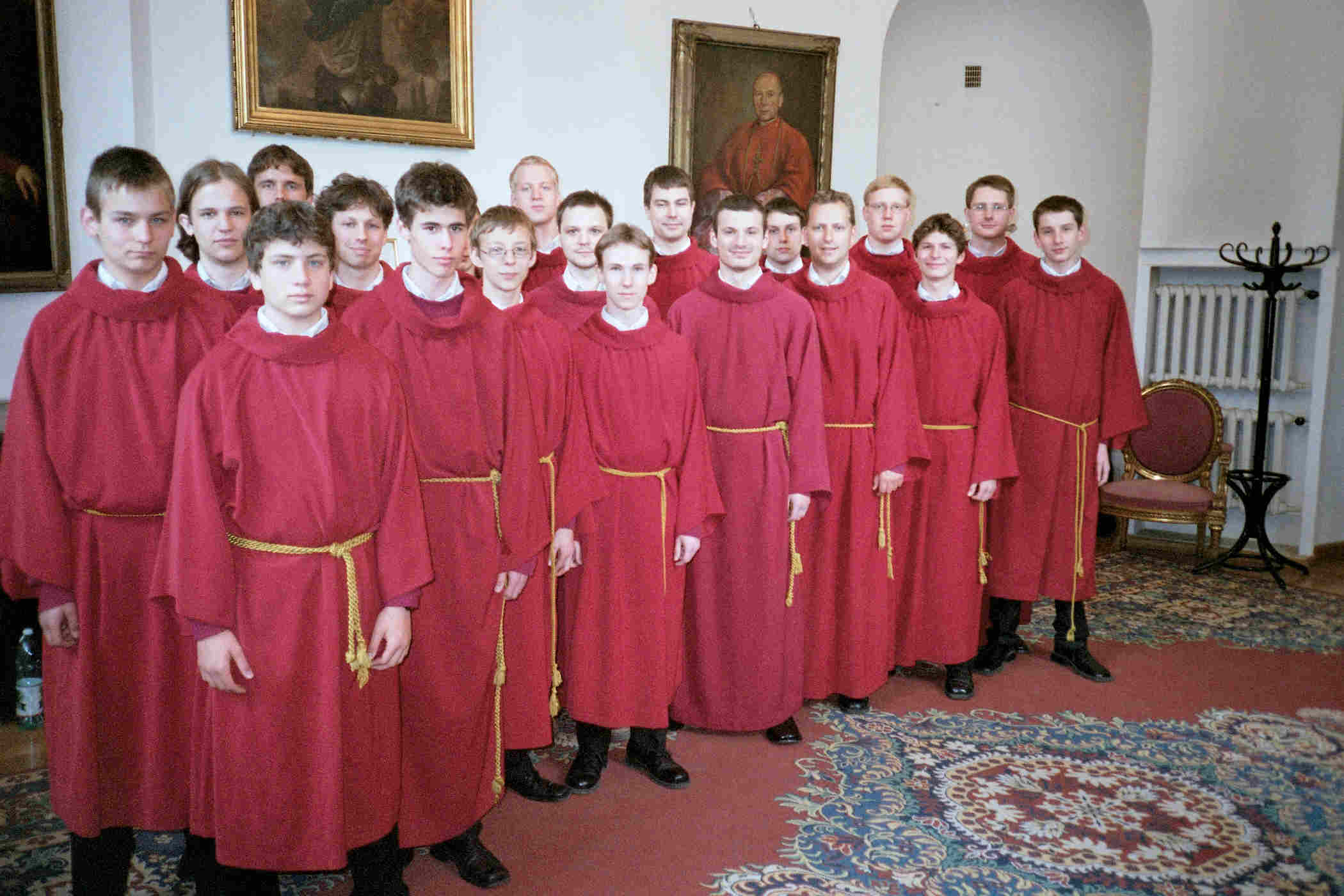
Cantores Minores (2004)

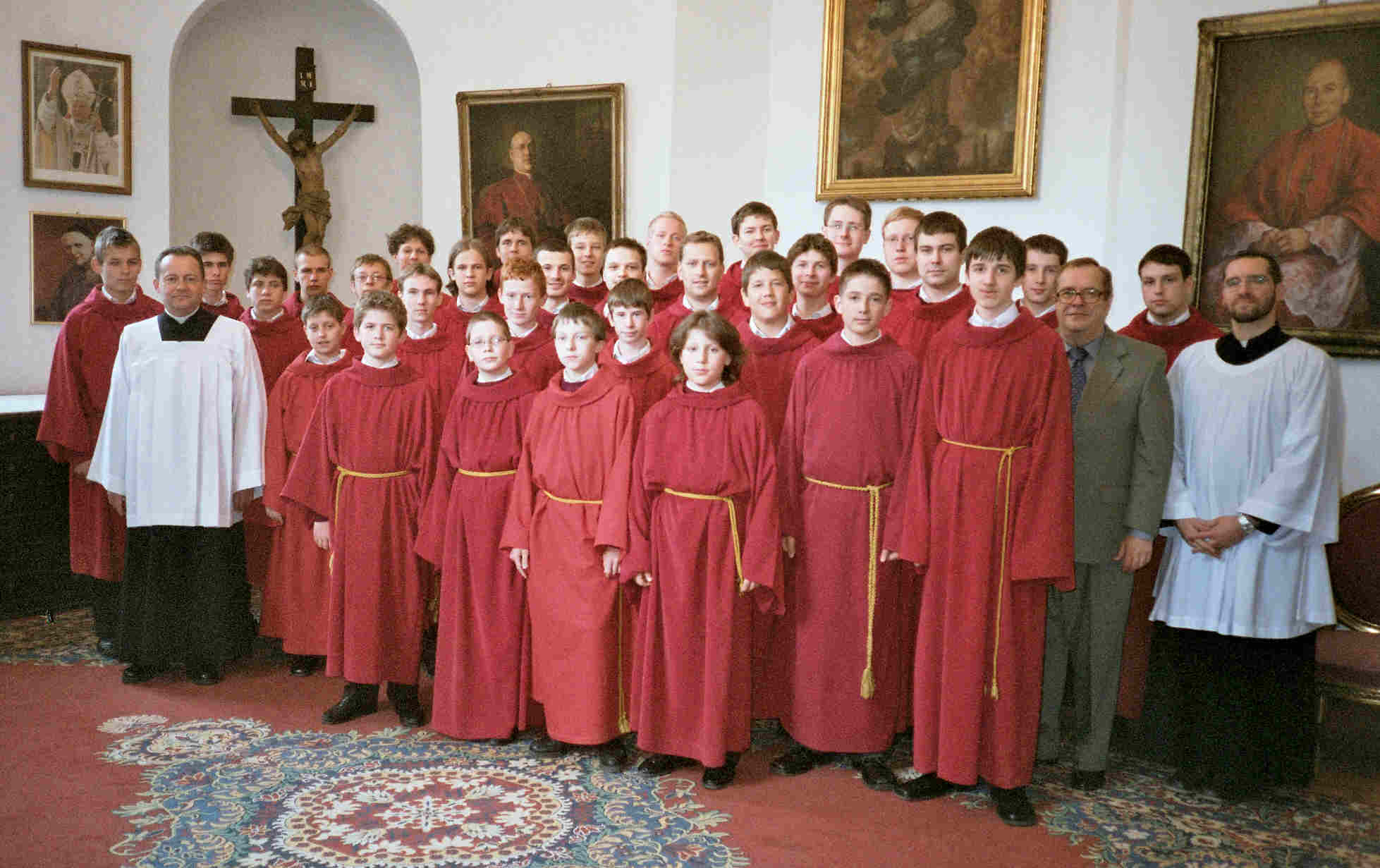
Cantores Minores (2004)

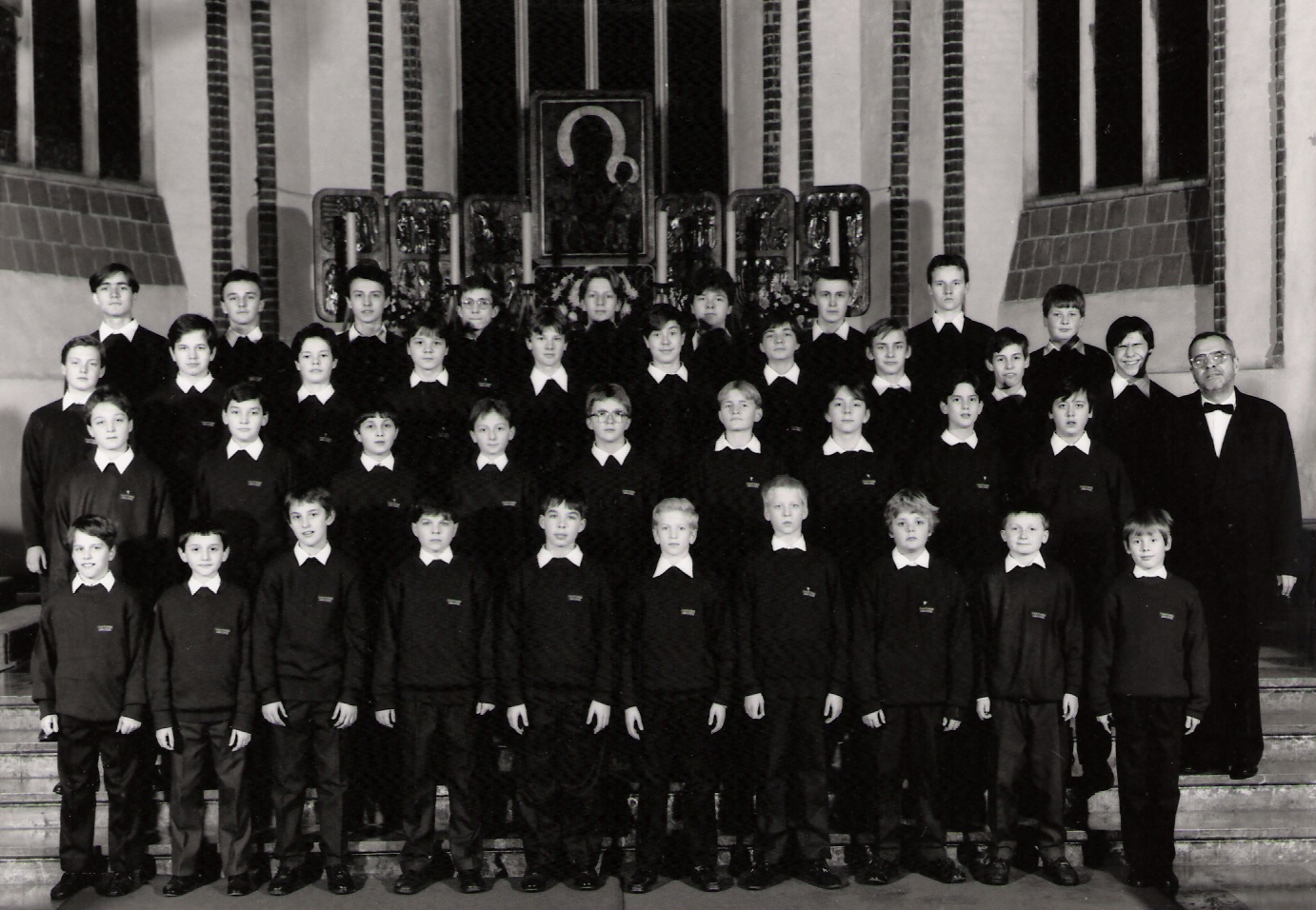
Cantores Minores (1993)

## Historia
Chór Cantores Minores został założony w 1990 roku przez Josepha A. Hertera, wspieranego w sprawach organizacyjnych przez Ryszarda Gierosa i Alfreda Stefankiewicza oraz przy wsparciu Czesława Drzygiewicza, proboszcza kościoła św. Antoniego z Padwy. Od 1991 roku chór związany jest z bazyliką archikatedralną św. Jana Chrzciciela w Warszawie. W pierwszym okresie działał jako chór chłopięcy. Koncertował w ponad dwudziestu krajach. Był nagradzany na wielu festiwalach i konkursach międzynarodowych, m.in.: w Lecco, Włochy (1997), Moskwie (2000), Pradze (2002, 2003, 2004, 2017), Międzyzdrojach (2004) Warszawie (2013, 2015), Krakowie (2016), Grójcu (2017, 2018, 2019), Łomży (2017), Otwocku (2018), Białymstoku (2021) oraz Tykocinie (2024). Uczestniczył w licznych festiwalach w Polsce i za granicą. Występował z czołowymi orkiestrami symfonicznymi w Polsce (Filharmonia Narodowa, Sinfonia Varsovia) i za granicą (The Academy of the London Mozarteum, Orchestre National des Pays de la Loire, Berliner Symphoniker). Brał udział w wielu produkcjach telewizyjnych i teatralnych (Rai Uno, TVP 2, Teatr Muzyczny Roma, Teatr Polski w Warszawie).
Od 2016 roku prowadzony jest przez Franciszka Kubickiego, we współpracy z Jakubem Szafrańskim - sprawującym funkcję drugiego dyrygenta. 
W ostatnich latach zespół odniósł kilka znaczących sukcesów, m.in.:
- I nagroda na 12. Międzynarodowym Konkursie Varsovia Cantat (2016)
- Grand Prix oraz I miejsce na Festiwalu Pieśni Sakralnej w Grójcu (2017, 2018, 2019)
- II nagroda na Międzynarodowym Konkursie Cracovia Cantans (2017)
- Grand Prix oraz I miejsce na 4. Międzynarodowym Konkursie Chóralnym Carmen Fidei  w Łomży (2017)
- I nagroda (Złoty dyplom) w kategorii chórów kameralnych na 27. Festiwalu Pieśni Adwentowych i Bożonarodzeniowych w Pradze (2017)
- I nagroda na Międzynarodowym Festiwalu Pieśni Religijnej i Patriotycznej Sacrosong  w Otwocku (2018)
- Złoty i srebrny dyplom na 5. Międzynarodowym Konkursie Chóralnym Cantu Gaudeamus  w Białymstoku (2021)
- Grand Prix oraz Złoty dyplom na VII Ogólnopolskim Konkursie Muzyki Sakralnej Nadzieja  w Chórze w Tykocinie (2024)

## Osiągnięcia artystyczne
Chór koncertował w 20 krajach na całym świecie. Brał udział w ponad 30 festiwalach zarówno w Polsce jak i za granicą. Występował z krajowymi orkiestrami symfonicznymi, takimi jak:
- Orkiestra Symfoniczna Filharmonii Narodowej (Missa Brevis Krzesimira Dębskiego),
- Sinfonia Varsovia (Carmina Burana Carla Orffa) pod dyrekcją Jana Szyrockiego,
- Orkiestra Filharmonii Lubelskiej,
- Orkiestra Filharmonii Kieleckiej,
- Orkiestra Filharmonii Olsztyńskiej,
- Orkiestra Filharmonii Szczecińskiej.

Podczas swoich wyjazdów zagranicznych chór współpracował z orkiestrami zagranicznymi:
- the Academy of the London Mozarteum w Anglii (Gloria Vivaldiego i Zadok the Priest G.F. Haendla),
- Orchestre des Pays de la Loire we Francji (In hoc signo vincis Feliksa Nowowiejskiego),
- Berliner Symphoniker (Requiem Faurego i Psalmy z Chichesteru Leonarda Bernsteina),
- Johann-Strauss-Orchester z Frankfurtu w Wiesbaden (kolędy)[1].

Chór zwrócił międzynarodową uwagę swoim występem w watykańskiej Sali Nervi w styczniu 2000 roku. Koncert był transmitowany przez telewizję Rai Uno oraz Eurowizję na żywo do wszystkich krajów Europy, w tym i do Polski. Koncert w Strasburgu w 2008 roku, w ramach Europejskiego Dnia Dialogu Kulturalnego, był transmitowany na żywo na kanale Mezzo do około 40 państw.
Zespół może się poszczycić prawykonaniami polskich utworów takich kompozytorów, jak: Krzesimir Dębski, Jacek Grudzień, Piotr Moss, Roksana Panufnik, Zygmunt Stojowski, Vittorio Giannini, Jakub Szafrański.
W roku 2018 chór wydał płytę z kolędami (CM 001), a w 2020 – jubileuszowy album „Cantores Minores – 30 lat” (CM 002).

## Nagrody
Chór otrzymywał czołowe nagrody na międzynarodowych festiwalach i konkursach chóralnych m.in.:
- Lecco, Włochy (1997),
- Moskwa, Rosja (2000),
- Praga, Czechy (2002, 2003, 2004, 2017),
- Międzyzdroje (2004),
- Warszawa (2013, 2015, 2016)
- Grójec (2017, 2018, 2019),
- Kraków (2017),
- Łomża (2017),
- Otwock (2018),
- Białystok (2021),
- Tykocin (2024).

## Działalność
Chór występuje podczas uroczystości religijnych, imprez kulturalnych oraz innych wydarzeń.
Cantores Minores przygotowuje muzyczną oprawę liturgiczną Mszy św. w bazylice archikatedralnej w Warszawie w każdą czwartą niedzielę miesiąca.
Chór ma w swoim repertuarze utwory o zróżnicowanym charakterze – chorał gregoriański, kompozycje wielogłosowe, a cappella oraz z akompaniamentem. Proponuje bogaty program koncertowy zawierający m.in.:
- utwory sakralne a cappella (pieśni wielkopostne, pasyjne, adwentowe, kolędy),
- utwory sakralne z akompaniamentem organów oraz innych instrumentów,
- pieśni patriotyczne oraz utwory popularne.

Chór występuje w kościołach, podczas uroczystości religijnych, imprez kulturalnych oraz innych wydarzeń.

## Tournée koncertowe
Chór koncertował w swojej historii w następujących krajach:
- Austria (1997, 2002, 2005),
- Belgia (1994),
- Czechy (2002, 2003, 2004, 2017),
- Dania (1999),
- Francja (1994, 2002, 2006),
- Holandia (1992),
- Kanada (1996, 1998),
- Liechtenstein (2007),
- Meksyk (1998),
- Niemcy (1995, 1998, 1999, 2000, 2004, 2007),
- Rosja (2000),
- Słowacja (2005),
- Stany Zjednoczone (1994, 1996, 1998, 2001, 2010),
- Szwajcaria (2007),
- Szwecja,
- Ukraina (1997, 2005, 2019, 2021),
- Watykan (2000),
- Wielka Brytania (1993),
- Węgry (2005, 2006),
- Włochy (1993, 1997, 1999, 2002).

## Festiwale i konkursy
- VII Ogólnopolski Konkurs Muzyki Sakralnej Nadzieja w Chórze w Tykocinie – 2024
- V Międzynarodowy Konkurs Chóralny Cantu Gaudeamus w Białymstoku – 2021
- Międzynarodowy Festiwal Pieśni Religijnej i Patriotycznej Sacrosong w Otwocku – 2018
- XXVII Festiwal Pieśni Adwentowych i Bożonarodzeniowych – Praga 2017
- IV Międzynarodowy Konkurs Muzyki Sakralnej Carmen Fidei – Łomża 2017
- VIII Krakowski Międzynarodowy Festiwal Chóralny Cracovia Cantans – Kraków 2017
- XVIII Festiwal Pieśni Sakralnej – Grójec 2017
- II Festiwal Wiosna Chórów na Uniwersytecie Warszawskim – Warszawa, 2017
- XII Warszawski Międzynarodowy Festiwal Chóralny Varsovia Cantat – Warszawa 2016
- VIII Krajowy Kongres Federacji Pueri Cantores – Poznań 2015
- VII Krajowy Kongres Federacji Pueri Cantores – Częstochowa, 2012
- IV Krajowy Kongres Federacji Pueri Cantores – Toruń, 2006
- XI European Convivial Wine Song Festival – Pécs, Węgry, 2006
- XIX Festival des Cathédrales de Picardie – Amiens, Francja, 2006
- III Festiwal Crucifixus est – Warszawa, 2005
- XI Wielkopolskie Spotkania Chóralne Carmen Sacrum – Kalisz, 2004
- XXXIX Festiwal Pieśni Chóralnej – Międzyzdroje, 2004
- XIV Międzynarodowy Festiwal Muzyki Adwentowej i Bożonarodzeniowej – Praga, 2004
- XL Festiwal Muzyki Organowej – Kamień Pomorski, 2004
- XXXII Kongres Pueri Cantores – Kolonia, Niemcy, 2004
- I Festiwal Muzyki Wielkopostnej – Bydgoszcz, 2003
- XIII Międzynarodowy Festiwal Muzyki Adwentowej i Bożonarodzeniowej – Praga, 2003
- I Festiwal Muzyki Zygmunta Stojowskiego, Warszawa, 2003
- III Krajowy Kongres Federacji Pueri Cantores – Poznań, 2003
- XII Międzynarodowy Festiwal Muzyki Adwentowej i Bożonarodzeniowej – Praga, 2002
- XXXI Kongres Pueri Cantores – Lyon, Francja, 2002
- VII Światowy Festiwal Chórów Chłopięcych – Poznań, 2001
- VIII Wielkopolskie Spotkania Chóralne Carmen Sacrum – Kalisz, 2001
- VI Międzynarodowy Festiwal Chóralny Moscow Sounds – Moskwa, Rosja, 2000
- II Krajowy Kongres Federacji Pueri Cantores – Kraków, 2000
- II Europejski Festiwal Organowy i Muzyki Kameralnej – Pasym, 2000
- VII Cecyliada – Police, 2000
- XXX Międzynarodowy Kongres Federacji Pueri Cantores – Watykan, 1999–2000
- II Mazowiecki Festiwal Pieśni Patriotycznej Tobie Polsko – Warszawa, 1999
- VIII Międzynarodowy Festiwal Kathaumixw – Powell River, BC, Kanada, 1998
- I Krajowy Kongres Federacji Pueri Cantores – Tarnów, 1997
- VI Europejski Festiwal Chóralny Harmonia Gentium – Lecco, Włochy, 1997
- I Międzynarodowy Festiwal Związku Chórów – Wiedeń, Austria 1997
- X Festiwal Chórów Dziecięcych – Nante, Francja, 1994
- XXXIII Festiwal Chórów – Loreto, Włochy, 1993
- XXVIII Festiwal Pieśni Chóralnej – Międzyzdroje, 1993
- VI Światowy Festiwal Chórów Chłopięcych – Poznań, 1992